# Herbert Schnädelbach

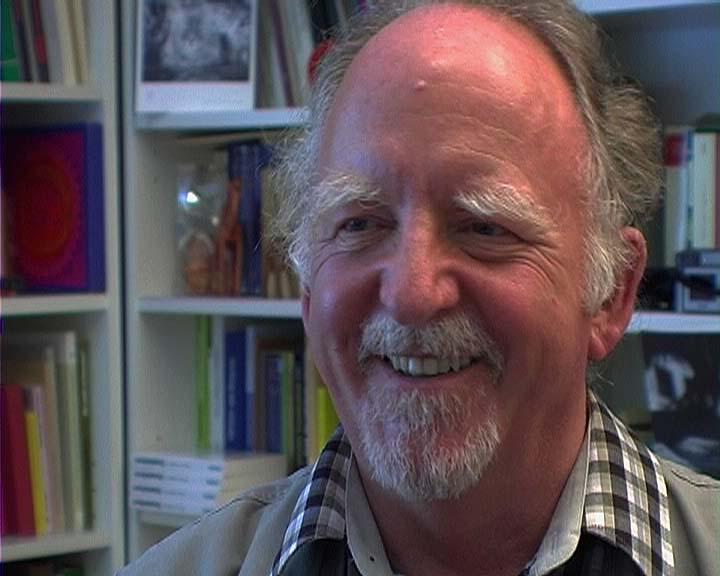
Herbert Schnädelbach, 2007

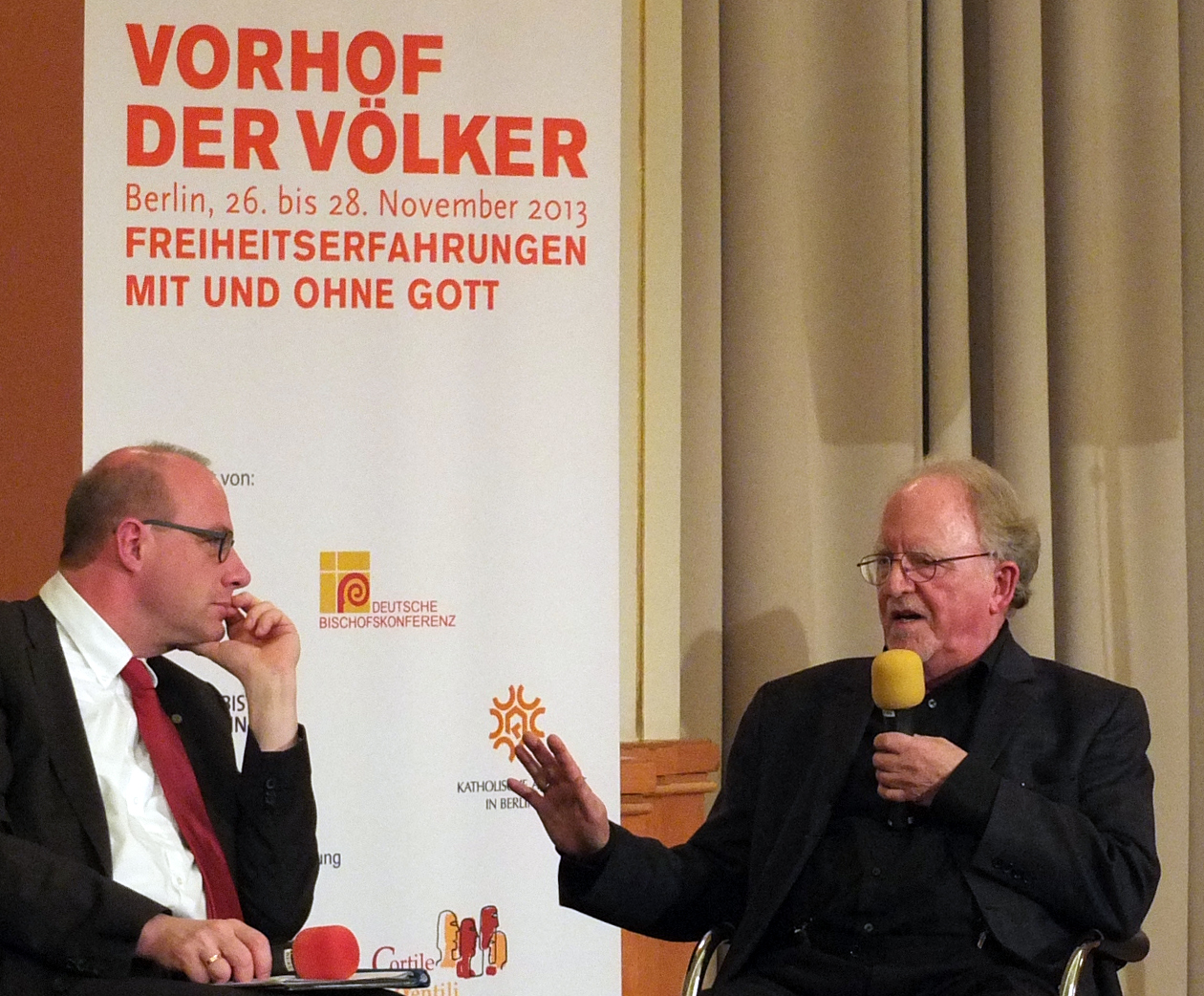
Podiumsdiskussion in Berlin, 2013

Herbert Schnädelbach (* 6. August 1936 in Altenburg, Thüringen; † 9. November 2024 in Hamburg) war ein deutscher Philosoph. Er war Professor für Philosophie an der Humboldt-Universität zu Berlin und Präsident der Allgemeinen Gesellschaft für Philosophie. Seine „methodisch-rationale Gesprächsphilosophie“ umfasst Beiträge zur Entwicklung der Diskurs- und Sozialphilosophie, zur Konstruktion philosophischer Rationalitätstheorien, zur Ausdifferenzierung des Historismus und zur Etablierung einer sprachpragmatischen Erkenntnistheorie. Er beteiligte sich an gesellschaftlichen Debatten zum Atheismus, zur Willensfreiheit, zu den Werten und zum kommunikativen Handlungsbegriff.

## Leben
Herbert Schnädelbach wurde am 6. August 1936 in Altenburg als zweiter Sohn des pietistischen Pfarrers Herbert Schnädelbach und dessen Ehefrau Helene (geb. Wunderlich) geboren. Der Geodät Klaus Schnädelbach war sein älterer Bruder. 1938 zog die Familie von Altenburg nach Breslau. Die Schulzeit verbrachte er in Breslau, Leipzig, Bad Bergzabern und Landau in der Pfalz, wo seine im Krieg verwitwete Mutter 1949 die Leitung eines Kinderheims übernahm. Dort bestand Schnädelbach 1955 das Abitur.
Er studierte an der Johann-Wolfgang-Goethe-Universität Frankfurt am Main Philosophie, Soziologie, Germanistik, Geschichte und Musikwissenschaften. Als wissenschaftliche Hilfskraft war er von 1962 bis 1966 am Philosophischen Seminar tätig. 1965 wurde er mit einer Dissertation zu Hegels Theorie der subjektiven Freiheit in Philosophie promoviert. Schnädelbach erhielt ein Stipendium der Deutschen Forschungsgemeinschaft. Im Jahr 1970 habilitierte er sich mit der Schrift Erfahrung, Begründung und Reflexion. Versuch über den Positivismus. Die Arbeit ist noch von Theodor W. Adorno begutachtet worden. Nach dessen Tod betreute Jürgen Habermas das Habilitationsverfahren.
Als Professor für Philosophie lehrte Herbert Schnädelbach von 1971 bis 1978 in Frankfurt am Main mit Schwerpunkten in Geschichtsphilosophie, Wissenschaftsphilosophie und Diskursanalyse. Zeitweise war er auch Dekan. Anschließend wechselte er an die Universität Hamburg und übernahm dort eine Professur mit dem Schwerpunkt Sozialphilosophie.
Zwischen 1988 und 1990 war Schnädelbach Präsident der Allgemeinen Gesellschaft für Philosophie in Deutschland. Er organisierte 1990 deren XV. Kongress „Philosophie der Gegenwart – Gegenwart der Philosophie“. 1993 wurde er an die Humboldt-Universität zu Berlin berufen. Dort übernahm er den Lehrstuhl für Theoretische Philosophie. Schnädelbach war maßgeblich am Neuaufbau des Instituts für Philosophie beteiligt. Er beschäftigte sich mit analytischer Sprachphilosophie, Diskurs- und Rationalitätstheorien und setzte sich mit Hegel auseinander. Zu seinem sechzigsten Geburtstag erschien die Festschrift Sich im Denken orientieren. 2000 veröffentlichte er sein dreibändiges Werk Hegels Philosophie. Kommentare zu den Hauptwerken. Zu Schnädelbachs Schülern zählen Micha Brumlik, Simone Dietz, Kathrin Glüer, Heiner Hastedt, Geert Keil, Christian Thies, Udo Tietz, Anke Thyen und Mark Young. 2002 erfolgte die Emeritierung.
Schnädelbach bezeichnete sich als Atheisten. Sein Zeitungsartikel Der Fluch des Christentums. Die sieben Geburtsfehler einer alt gewordenen Weltreligion in der Wochenzeitung Die Zeit löste im Jahr 2000 eine überregionale Kontroverse aus. Durch Vorlesungen, Zeitungsartikel, Interviews und zahlreiche Veröffentlichungen ist Schnädelbach über die Fachwelt hinaus einer breiteren Öffentlichkeit bekannt geworden. 2012 erhielt er den Tractatus-Preis.
Er war verheiratet und lebte in Hamburg.

## Lehre

### Philosophie
Ausgebildet hauptsächlich in der Kritischen Theorie, zählt sich Schnädelbach keiner bestimmten Schule zu. Er veröffentlichte zahlreiche Arbeiten zu G.W.F. Hegel und entwickelte eine „Distinktionstheorie der Diskursvermengung“ (Reflexion und Diskurs, 1977): Durch die analytische Unterscheidung ineinander verflochtener Diskursmomente können demnach Geltungsansprüche kritisch begutachtet werden.

#### Verständnis von Philosophie
Als ihre Stärke hebt Schnädelbach die Pluralität der Philosophie hervor und begreift sie als fortlaufend kritisches Gespräch im Spannungsfeld von Aufklärung und Wissenschaft. Er vertritt einen starken Wahrheitsanspruch der Philosophie, unterscheidet zwischen Philosophie und Pseudophilosophie und sucht die Konfrontation mit Fachkollegen, die seiner Ansicht nach den Rahmen der Pluralität verlassen und die Philosophie ohne Verantwortungsbewusstsein ruinieren.

„Die Philosophie ist ein Plural; ihre innere Pluralität ist ihre Stärke. Ein Grund hierfür liegt in dem Doppelcharakter, mit dem sie im Abendland entstand – als Wissenschaft und Aufklärung. Welterkenntnis und Selbstdeutung, objektive Theoriebildung und subjektive Orientierung – das Erbe von Aristoteles und Sokrates – sind in unserer Tradition immer wieder neue Konstellationen eingegangen. Auch darum müssen wir heute Aufklärungsbedarfe immer zugleich an die Wissenschaften verweisen – hier wird m. E. über die Differenz zwischen Philosophie und Pseudophilosophie entschieden – wie wir umgekehrt in den Wissenschaften Aufklärungsprozesse anzumahnen und zu ermuntern haben. Aber auch der Sache nach ist die Philosophie ein Plural, wenn wir sie als Inbegriff gedanklicher Orientierungsversuche im Bereich der Grundsätze unseres Denkens, Erkennens und Handelns verstehen. […] Hierbei werden wir uns der verschiedensten Hilfsmittel bedienen – nicht nur was uns die historisch-hermeneutische Wissenschaftlichkeit an die Hand gibt; Monopole sind auch in der Philosophie kontraproduktiv. So vielfältig und vielgestaltig die Erwartungen sind, die an uns herangetragen werden, so phantasievoll und flexibel müssen wir sein, wenn es darum geht, ob wir sie verantwortlich erfüllen oder sie enttäuschen.“

Auch Kinder philosophieren, aber in der Institution Wissenschaft haben Philosophen die Aufgabe, das Fach Philosophie „verantwortlich“ zu entwickeln und es nicht zu „ruinieren“. Wenn „vermeintliches Philosophieren“ der Experten seinen Aufklärungs- und Wissenschaftsansprüchen nicht standhält und demzufolge die Grenzen des von ihm definierten Plurals erreicht oder überschreitet, dann provoziert Schnädelbach Konflikte und trägt sie aus. Im Rahmen seiner Abschiedsvorlesung im Jahre 2002 bezeichnete Schnädelbach diejenigen, die zum Gespräch der Philosophie mit dazugehören, aber an ihrem Rande stehend „enttäuschen“, als „die »Mono-logen«, Phänomenologen und Krypto-Theologen“ der (Pseudo-)Philosophie. Er wendet sich damit nicht gegen alle Phänomenologen und Theologen, sondern will mit diesen Tätigkeitscharakterisierungen Grenzen des Philosophierens aufzeigen. Der in diesem Zusammenhang stehende Vorwurf der „Pseudophilosophie“ geht zurück auf Schnädelbachs Einschätzung, dass es in der professionellen Philosophie eine Tendenz zunehmender „Ver(geistes)wissenschaftlichung“ gebe (die auch in anderen Fächern beklagt wird). Daher betont er mit dem „Doppelcharakter“ der Philosophie die seiner Auffassung nach eher vernachlässigte Aufklärung. „Das angemessene Verhältnis von Wissenschaft und Aufklärung ist vielleicht das, was wir unter dem Wort Weisheit suchen.“
Zwar hat die Philosophie nach Schnädelbach keinen originären Gegenstandsbereich, aber hinsichtlich ihres spezifischen Weltbezugs folgt er der aristotelischen Trias, welche sich mit Kant und Wittgenstein verändert habe (Physik>Erkenntnis, Ethik/Handlungen, Logik>Kommunikation). In seinen Ausführungen „Zur philosophischen Ortsbestimmung“ kritisiert er die disparaten Teile dessen, was sich in Bezug auf die jeweiligen Orientierungsgrundsätze in Orient und Okzident unter dem Begriff der Philosophie entwickelt, als „eine Kultur der Nachdenklichkeit“. Durch die philosophische Aufklärung erfülle sich der Sinn der Philosophie (Nutzen, Resultate etc.), während die Rückbindung der Aufklärung an die Wissenschaft die Geltung ihrer Aussagen absichere. „Pseudophilosophie“ versteht er nicht nur im Sinne von Weltanschauungen, Esoterik, „Grundlagenignoranz“ (es-ist-so-wie- es ist)/–essentialismus oder „Binsenwahrheiten“. Angesichts der vielen „Philosophien“ vertritt er vehement einen normativen Begriff von Philosophie, indem er „aufklärende Sachfragen“ und „intersubjektive Geltungsansprüche“ einfordert. Unter letzterem fasst er eine intersubjektive Anschlussfähigkeit in der Wissenschaft, die er allen Thesen von „deklamatorischen und philosophischen Genies“, die er etwa durch Heidegger, Adorno oder Sloterdijk verkörpert sieht, abspricht. Die Institution Philosophie versäume häufig, ihre (exegetischen) Arbeitsthemen von einem primären Bezug zur gegenwärtigen Praxis mit Hilfe von aufklärenden Sachfragen abzuleiten.

#### Methode
Schnädelbach vertritt eine methodisch-rationale Gesprächsphilosophie, die theoretisch auf Reflexions-, Diskurs- und Rationalitätsanalysen beruht. Er formuliert als zentrale These, dass „die“ Philosophie ein Gespräch sei, sie analysiere Diskurse (bzw. Gespräche) nach typologischen Differenzen, (Reflexions-)Methoden, in Bezug auf Sachprobleme und mit einer formalen (nicht bloß hermeneutischen bzw. sprachlichen) Auszeichnung diskursiv-normativer Geltungsansprüche. Dadurch sei sie ausgewiesen als „eine“ Philosophie, nämlich als eine, die „mit“ Geltungs- und Rationalitätsansprüchen „das“ Gespräch mit seinen jeweiligen Sachbezügen zum Gegenstand habe. Seine Philosophie ist sowohl Metaphilosophie (‚Philosophie der Philosophie‘, die Frage nach Vernunftgrundlagen und die ‚Philosophie-als-Gespräch‘-These) als auch Reflexion einzelner Philosophien. Schnädelbach meint dennoch, dass die Philosophie als Ganzes keinen originären Gesprächsgegenstand hat (daher wendete er sich eine Zeit lang gegen die Auszeichnung von philosophischen Lehrstühlen). Er will sich in seinen Gesprächsthemen selbst nicht festlegen, sich nicht spezialisieren und wendet sich gegen nicht selbst festgelegte Spezialisierungsrückwirkungen auf den Philosophierenden. Dennoch ist seine Philosophie hinsichtlich ihrer Vorgehensweisen und Orientierungen, ihrer Ergebnisse und Wirkungen im Folgenden typologisch erfassbar.
„Die“ Philosophie ist nach Schnädelbach ein Gespräch, weil die am philosophischen Gespräch Beteiligten „im“ Chaos des Gesprächs sind, es nicht beenden können und im freien Führen von Gesprächen durch „das“ Gespräch in „dessen“ Richtung geführt werden, auch entgegen einer geplanten Richtung. Diese Richtung ergibt sich erst „als Resultante aus unserem Tun und Lassen“. Seine Gesprächsphilosophie soll verdeutlichen, warum „die“ Philosophie notwendigerweise keinen originären Gegenstandsbereich haben kann, als Eule der Minerva auf das Grau in Grau von rückblickenden Reflexionen verwiesen ist und das jeweils nächste Ergebnis ihrer Untersuchungen zwar erahnen, aber nicht definitiv vorherbestimmen kann. Schnädelbach erweitert das Gespräch als „Spannungsfeld zwischen der ersten und zweiten Person“ (ich/du, wir/ihr und vice versa) um eine „dritte Dimension“, die vermeintliche „Sache“ (den Gesprächsgegenstand) und erläutert den Begriff des Gesprächs in Abgrenzung zu Dialog und Diskurs. Seine Argumentation beruht auf seiner Einordnung der Philosophie unter einen systematischen Geltungsanspruch. Den sokratisch-platonischen Dialog (Sokratik, Maieutik etc.) hält er darum für einseitig propädeutisch, ohne (empirisch-aristotelische) Wissenschaft sei er auf Explikation von Begriffen beschränkt. Der Foucaultsche Diskurs lasse wegen seiner subjektlosen Diskursformen, die an ein Wittgensteinsches Sprachspiel erinnern, ebenfalls den allgemeineren Geltungsanspruch vermissen.
Schnädelbach strebte eine erneuerte Form traditioneller Philosophie (Dialog, Rationalismus etc.) an, die mittels der Orientierungsleistungen der Vernunft systematisch vorgeht, wobei er in seinem Frühwerk eher auf ‚Diskurs‘ und später auf ‚Gespräch‘ rekurrierte (oder die Begriffe synonym verwendet). Der Diskurs- bzw. Gesprächsverlauf der Philosophie in der zweiten Hälfte des 20. Jahrhunderts – in Nordamerika (sprach-/)pragmatisch und in Europa (sprach-)hermeneutisch – ist Kontext seiner Philosophie. Auf die Unzulänglichkeiten dieses Verlaufs will er hinweisen – wie bereits Noam Chomsky und später Niklas Luhmann und Jürgen Habermas. Wie diese lenkt er den Blick auf den linguistic turn und das „Kommunikationsparadigma“ in der Philosophie und beteiligt sich daran, die Semantik ihrer Begriffe weiterzuentwickeln. Dies sind bei Schnädelbach vornehmlich komplexe Summierungen und typologische Theorien zur Erkenntnis, Normativität und Kulturgeschichte – letzteres mit mehreren Essays insbesondere zu Religion und Glaube – der (Post-)Moderne.

### Methodisch-rationale Grundlegung

#### Vernunftreflexion und Rationalitätstheorie
Einem 1980 erschienenen Beitrag zur Philosophie Paul Feyerabends stellte Schnädelbach frei nach Hegel und Goethe voraus:

„Verachte nur Vernunft oder Wissenschaft oder beides, des Menschen allerhöchste Gaben – so hast dem Teufel dich ergeben und mußt zugrunde gehn.“

Er stellt sich in die seit der Antike bestehende Tradition des Menschen als animal rationale, ausgestattet mit seinem logos, die insbesondere im Rationalismus, im Idealismus und im Anschluss an den linguistic turn weiterentwickelt wurde. In Immanuel Kant erblickt Schnädelbach den wahren Philosophen der Moderne, dessen kritische Philosophie der Endlichkeit der menschlichen Vernunft Rechnung trage. Bei der Überprüfung dessen, was vernünftig (rational) ist, bezieht er sich auf Kants Vernunftkritik an und mittels der Vernunft. Dabei kommt er zu einer Revision der hegelschen Kritik an Kant, während er dessen Ansatz, dass wir schon immer in der Reflexion sind, gleichzeitig bewahrt.
Schnädelbachs Anliegen ist die „Rehabilitierung“ des animal rationale, das er nicht nur in seinem gleichnamigen Aufsatz und Aufsatzband aus dem Jahr 1992 verfolgt. Sein gesprächsphilosophisches Werk enthält zahlreiche weitere rationalitätstheoretische Aufsätze. Es steht im Kontext anderer Rationalitätstheorien, welche – teilweise in Anlehnung an diskurstheoretische und ökonomische Theorien – insbesondere in den 1980er Jahren vorgelegt wurden (Karl-Otto Apel, Jürgen Habermas, Wolfgang Kuhlmann). Dies wird auch als Reaktion auf postmoderne Ansätze gesehen, wo der Bezug auf die Vernunft von zahlreichen Philosophen oftmals mit einer poststrukturalistischen Berufung auf Nietzsche in Misskredit geraten war. Schnädelbach wurde dagegen für ein „Rationalitätsprojekt“ nach Berlin berufen, wo er als Verteidiger des animal rationale 1998 den positiven „Grundriss“ einer gegenwärtigen Rationalitätstheorie darlegte.
Schnädelbachs umstrittener Aufsatz Rationalitätstypen erschien 1998. Schnädelbach unterscheidet drei wesentliche Rationalitätstypen, nämlich die objektsprachliche Begründungsrationalität (Begründung), die diskursive Rationalität (Argumentation) und die Regelrationalität (Regelfolgen). Das Begründen und Argumentieren setze das rationale Vermögen, Regeln zu folgen, voraus. Regelrationalität sei der elementare Typus von Rationalität. Zum Regelfolgen gehöre die Fähigkeit, Fälle von richtig von Fällen von falsch unterscheiden zu können. Regelfolgen sei die Fähigkeit, Geltungskandidaten hervorzubringen. Es handelt sich dabei um propositional Gehaltvolles wie bedeutungsvolle Äußerungen, Urteile und intentionale Handlungen. Regelfolgen ist nach Schnädelbach eine Bedingung der Verständlichkeit von Verhalten. Bei den Begründungen klassifiziert er kognitive, normative, epistemische und intentionale Begründungsarten.

#### Diskurspluralität und Diskursvermengung
Nach Schnädelbach entstehen philosophische Rätsel häufig durch die Vermengung verschiedener Diskurstypen. Er unterscheidet den deskriptiven, normativen und explikativen Diskurs. In seinen Studien zur Reflexion, die ein gutes Drittel seines 1977 veröffentlichten Hauptwerkes Reflexion und Diskurs ausmachen, richtet sich Schnädelbach, wie die Vertreter des linguistic turn (und z. T. ihre spätmittelalterlichen Vorläufer) gegen die Auffassung, dass Sätze vor oder nach dem Denken stehen. Er kommt wie die Anhänger der pragmatischen Wendung der Sprachphilosophie zu dem Ergebnis, dass Referenzpunkte nicht „eine“ vorgestellte Bedeutung haben, sondern nur die von „normalen“ Sätzen. Er lehnt ebenso Descartes’ Spiegelmetaphern wie auch Husserls entsprechende Ansichten ab. Schnädelbach ordnet die Reflexionsphänomene wie in seiner Rationalitätsphilosophie typologisch: mit „Kant I“ empirisch, logisch und transzendental (‚transzendental‘ als ‚semiotisch‘ wie in Apels Transzendentalpragmatik) und mit „Kant II“ phänomenologisch, geltungstheoretisch und sinnexplikativ. Mit seiner Diskurstheorie strebt er eine Entfaltung von ‚Reflexion‘ als „methodisches Muster“ der Philosophie überhaupt an. Dabei setzt er nicht bei den Diskursen der Gesellschaft, sondern bei denen der Philosophie an.

„Wie immer man zu dem Status einer Diskurstheorie als philosophischer Theorie stehen mag – ob mit Habermas durch den universellen oder mit Apel durch den transzendentalen Charakter der Sprachpragmatik definiert, zu der jene Diskurstheorie gehört: der pragmatische Einführungskontext macht diese Theorie attraktiv als Grundlage einer Reformulierung der mentalistischen Reflexionskonzepte. Wenn in ihnen von ‚Bewußtsein‘ im Sinne einer Bereichskategorie die Rede war, so umfasst dieser Ausdruck immer zugleich Subjekt, Tätigkeit und Gegenstand des Bewusstseins. Diese drei Aspekte einer umfassenden Hinsicht […] bleiben in der Sprachpragmatik unverkürzt erhalten: als Sprecher, Sprechvorgang und Gesprochenes. Bewusstseinvermögen und Bewusstseinsakte finden ihre Analogie in der Kompetenz und der Performanz des Sprechers.“

Nach Schnädelbachs Diagnose war die „bisherige“ Theorie der Diskurse teilweise irreflexiv und für eine Rekonstruktion traditioneller Reflexionskonzepte nicht vollständig geeignet, weil sie ihre eigene Metasprache nicht selbst enthielt und stattdessen in Abgrenzung zu Niklas Luhmann auf geltungstheoretische Kontexte spezialisiert war und Fragen der Logik vernachlässigte.
Philosophische Reflexion, die ihre konsensfähigen Formen mit entwirft, beruht laut Schnädelbach auf einem intersubjektiv rekonstruierbaren Rationalismus, der von unterschiedlichen Positionen des Intuitionismus abzugrenzen ist und methodisch seinen thematischen Gegenstand auf der Ebene von pragmatischen Sinnexplikationen in Form von satzförmigen Sachgehalten rekonstruiert. Seiner Auffassung nach kann sich die Philosophie in einer „radikalisierten“ Moderne, die er als semantische Zeitform einer nicht aufhebbaren Dauerkrise bezeichnet, in den Pluralitäten von Diskursen nur zu entfalten, wenn sie von vornherein Fragen der Geltung mit einbezieht.
Sein systematischer Entwurf einer Pluralität der Diskurse, sollte nicht mit uneingeschranktem Pluralismus verwechselt werden, vielmehr unterscheidet er zwischen einer unproblematischen „Diskursverknüpfung“ und der problematischen „Diskursvermengung“. Anschließend an die Ausführungen zum naturalistischen Fehlschluss von George Edward Moore und den Begriff des Kategorienfehlers von Gilbert Ryle beschreibt Schnädelbach die (pragmatischen) Logiken von Explikationen, Deskriptionen und Normativitäten in philosophischen Diskursen, die anders als in der Alltagskommunikation auseinanderzuhalten seien. Erst ihre differente Auszeichnung ermöglicht, so seine These, Denkfiguren, in der unproblematische Diskursverknüpfungen zugleich die Einheit der Philosophie prozessual bestätigen. Nicht allein unter den normativen Gesichtspunkten der Konsensfähigkeit werden diese legitimen Verknüpfungen zugleich mit deskriptiven, normativen und explikativen Konfusionen (Unklarheiten) kontrastiert. Diese Konfusionen versteht er als Effekte von Vermengungen bzw. Verwechslungen, die oft kontroversen Debatten (in der Philosophie ebenso wie beispielsweise in der Politik), die im Dissens enden, zugrunde liegen.
Diskursvermengungen seien weit verbreitet: Das phänomenologische Programm, welches seinen Anspruch der Beschreibung (Deskription) der Phänomene als Explikation ausgebe, sei ein systematisches Missverständnis. Die Identifikation von Faktischem und Normativen in Form einer Transformation von Ist-Sätzen in Soll-Sätze in vielen Ethiken und Moralentwürfen sei ein weiteres. Nicht nur in der methodischen Durchführung eines philosophischen Problems, sondern bereits in der Thematisierung von Diskursgegenständen, könne eine solche Vermengung entstehen. Schnädelbach beschreibt verschiedene Formen der Diskursvermengung, auch in bedeutenden philosophischen Traditionen und will durch die Bestimmung des systematischen Ortes von diskursiver Philosophie ein inwendiges Kriterium zur Verfügung stellen, das Unterscheidungen nachvollziehbar ermöglicht.

#### Normativität und Orientierung

##### Kritik an Kritischer Theorie und Habermas
Zunächst bewegte sich Schnädelbach im Umkreis der kritischen Gesellschaftstheorie (von Max Horkheimer, Theodor W. Adorno u. a.) mit ihrer Abgrenzung zum Positivismus. In seiner 1971 erschienenen Arbeit Erfahrung, Begründung und Reflexion. Versuch über den Positivismus hob er jedoch neben der Kritik an dessen normativen Defiziten auch seine Stärken hervor und schloss sich Habermas’ Kritik an der Kritischen Theorie an. Auch von dem Anspruch der Kritischen Theorie, eine wissenschaftliche Gesellschaftskritik zu leisten, rückte Schnädelbach frühzeitig ab. Dabei bezog er sich auf Max Weber. Mit seinem Vorwurf der Diskursvermengung geht er in seiner Abgrenzung zur Kritischen Theorie über Habermas hinaus, der eine Weiterentwicklung oder Transformation verfolgt. Allerdings verblieb er immer in ihrem Kontext, indem er in moraltheoretischer Hinsicht die theoretischen Bezüge ihrer Vertreter und Zeitgenossen untersuchte (von Adorno, Horkheimer, Sartre u. a.) und normativ-ethische Wendungen vollzog. 1989 postulierte er, dass die Dialektik der Aufklärung nur als negative aktuell, ansonsten aber Philosophiegeschichte sei, die nicht zuletzt wegen des Poststrukturalismus als lebensphilosophische Kulturkritik ihre Renaissance gehabt habe.
Zu Habermas’ Theorie des kommunikativen Handelns veröffentlichte Schnädelbach 1982 eine Rezension. Er gesteht dem kommunikativen Rationalitätstyp hinsichtlich der Begründungsebene ein Primat zu, das Habermas hinsichtlich empirischer Anschlussfähigkeiten entfaltet habe. Laut Schnädelbach sind es die Vorüberzeugungen derjenigen, die Gründe beschreiben und bewerten, die einen intern ableitbaren Zusammenhang dieser Beschreibung und Bewertung verhinderten. Infolgedessen verschiebe sich die Begründungslast einer normativen Gesellschaftstheorie auf Habermas’ Theorie des Verhältnisses von kommunikativem Handeln und Lebenswelt, zumal Letztere ja auch nach Habermas das gemeinsame Hintergrundwissen (und die Anschlussstelle der Handlungstheorie) ist. Doch eben auch bei der Lebenswelt zeigt sich nach Schnädelbach eine Rückbindung an die erste Person der Forschergemeinschaft (oder die des beschreibenden und beurteilenden Forschers) mit dessen jeweiligen Vorüberzeugungen und somit ein „nie ganz objektivierbares Apriori“. Allerdings lasse sich das zweistufige Gesellschaftskonzept von Habermas Hauptwerk (jener Theorie des kommunikativen Handelns), mit dem Typenunterschied zwischen zweckrationalem und kommunikativem Handeln begründen.
In seinem Aufsatz „Rationalität und Normativität“ klärt Schnädelbach zunächst Mehrdeutigkeiten von ‚rational‘, um damit dessen normative Indifferenz nachzuweisen (ohne auszuschließen, dass man „den Kognitivismus der Rationalitätstheorie durch die Integration emotiver und voluntativer Elemente“ vielleicht korrigieren könne); so dass man dann letztlich wieder auf Präferenzen und Entscheidungen einer bestimmten Lebensform zurückgeworfen werde. Bei der systematisch-verständlichen Behandlung der Fragen des Was-soll-ich-tun müssen also auch immer unsere jeweiligen Selbstverständlichkeiten und Orientierungen hinterfragt werden.

##### Werte und Wertungen
Vor diesem Hintergrund wird deutlich, dass eine methodisch-rationale Aufklärung, wie Schnädelbach sie versteht, nicht nur kritisch (mit der modernen, insbesondere der Kantischen Aufklärungstradition) und grammatisch (mit der sprachanalytischen, insbes. der sprachpragmatischen Kommunikationstradition), sondern auch normativ zu begreifen ist (mittels seiner eigenen Distinktionstheorie im Anschluss an alle vorstehenden, aber auch ethische Traditionen insbs. des sozialphilosophischen Umfelds in Frankfurt); wobei die normative Aufklärung dann, wenn sie wissenschaftlich unterfüttert ist, Schnädelbachs praktisches Verständnis von einer gegenwärtigen Ethik ergibt. Alle drei Aufklärungsmomente sind in seinen Beiträgen bezüglich unserer Werte erkennbar.

„Plötzlich treten uns die Standards und Kriterien, gemäß deren wir Dinge gut finden, schätzen und anderen vorziehen, als metaphysische Großobjekte gegenüber, die angeblich unabhängig von uns existieren oder gelten und uns in die Pflicht nehmen; kein Wunder, daß Ideologen sich ihrer zu bemächtigen und in ihrem Namen zu sprechen versuchen. Hinter dieser Fassade verschwindet die Tatsache, dass die Werte in Wahrheit unsere eigenen Präferenzen und Entscheidungen repräsentieren, die wir nicht nur selbst verantworten, sondern in veränderten Situationen auch kritisch zu überprüfen haben; es gibt keine Instanz, die uns davon entlastet.“

In der „Praktischen Philosophie“ erfolgt die kritische Prüfung von Entscheidungen und von im Hintergrund wirkenden Präferenzen in Ethik, Politischer Philosophie, Rechts- und Sozialphilosophie, um nur ihre bekanntesten Bereichsüberschriften zu nennen. Ihr Anspruch an Wissenschaftlichkeit erfüllt sich auch bei Schnädelbach in der Neutralität, sich nicht im Vorfeld auf das Ergebnis einer Prüfung festzulegen, sowie in den Beweisverfahren auf Allgemeingültigkeit bzw. Objektivität.
In seinem Beitrag „Werte und Wertungen“ (2001) zielt Schnädelbach auf die Objektivität der Werte, welche ja oft und in verschiedenen Situationen thematisiert werden. Dazu benötigt der praktische Philosoph ein grammatisches Begriffsinstrumentarium, das Schnädelbach in diesem Aufsatz ausbreitet, zum Beispiel Zweck/Wert; Werte/Wertungen; Wertungen/Bewertungen; Beurteilungen/Urteile; allgemein/notwendig; deskriptiv/normativ/evaluativ; objektiv/subjektiv; intersubjektiv/privat; Begriff/Regel; Mitteilungssinn/Handlungssinn sowie ideologiekritische/ontologische/grammatische Argumente (nur Letztere werden mit fachphilosophischen Voraussetzungen erläutert). Neben diesen Distinktionen fasst er wesentliche Strömungen der praktischen Philosophie nach Nietzsche zusammen (z. B. Neukantianer, Wertphänomenologen und Kritische Theorie) ohne in Not einer (moralischen oder ethischen) Parteinahme zu stehen, und er stellt sie in den Kontext des heutigen Werte-Sprachgebrauchs.
Hier erweist Schnädelbach, dass Werte nicht Objekte sind (so wie der Begriff ‚Mensch‘ kein Mensch und Rotsein nicht rot sei, so sei „die“ Gerechtigkeit nicht selber gerecht), sondern nur Regeln des evaluativen Sprachgebrauchs. „Unter „Objektivität“ der Werte können wir nur die intersubjektive Geltung dieser Regeln und der sie umfassenden Präferenzen verstehen“, wie etwa die (nicht-wertfreie) Entscheidung der Verfassungsgeber hinsichtlich der (nach Präferenzen geordneten) Stellung der Würde des Menschen und seiner Rechte. Der entsprechende Niederschlag im Grundgesetz stelle eine „Brücke zwischen dem Evaluativen und dem Normativen“ her. Hinsichtlich des normativen Bereichs des Privaten mit seinen alltäglichen Streitereien fügt Schnädelbach lediglich jene Stellungnahme an, dass hier keine (rechtliche) Regelung oder Normierung nötig sei. Er begründet dies mit dem Hinweis, dass dazu nur der jeweilige „Konsens über die Regeln der Konsensbildung“ hinreichend und unverzichtbar sei.
Die Rückbindung an eine intersubjektive (nicht bloß konventionelle) Geltung von Sprachregeln bezeichnet er auch als kulturelle Geltung. Sie sei nicht auf das Faktische oder „Natürliche“ zurückführbar oder damit zu vermengen (beispielsweise bezüglich der Rolle der Geschlechter), weil es keine natürliche Geltung gibt, die Natur ist stumm.

### Geschichte, Kultur, Sprache und Erkenntnis

#### Vor und zurück im neuen Holismus

##### Geschichte und Auslegung
Geschichtsphilosophie, Historismuskritik und Philosophiegeschichte
Wie der Philosoph David Hume ist Schnädelbach ein Anti-Traditionalist mit Tradition – im Sinne einer aktiven Geschichtspflege, aber eigentlich nur mit Bezug auf ihren Gegenwartswert. Trotz oder wegen dieses paradoxen Verhältnisses zur Geschichte ist Schnädelbach der Autor von zwei Büchern, die im In- und Ausland Referenzwerke wurden zur Geschichtsperiode 1831–1933: Eines zur Geschichtsphilosophie und ein anderes zur deutschen Philosophiegeschichte.
Zunächst veröffentlichte Schnädelbach 1974 mit Geschichtsphilosophie nach Hegel. Die Probleme des Historismus eine Rehabilitierung und gleichzeitige Kritik am Historismus, der meistens als reaktionär wahrgenommen wird, aber im Anschluss an Hegel zunächst aufklärerisch wirkte (als eine Aufklärung der Aufklärung und auch gegen Hegels System der Weltgeschichte, das an dessen Begriff der Freiheit gebunden war). Historismus wird von ihm als Geisteshaltung bestimmt, die alle kulturellen Phänomene als historische auffasse und unter dem Gesichtspunkt des Verstehens thematisiere. Problematisch sei der Historismus dennoch, aufgrund seines „heimlichen Positivismus“ mit dem Glauben an Geschichtsgesetze und in seiner Beschränkung auf Narration mit einem Paradox theoretischer Theoriefeindlichkeit. Das Buch beschreibt eine Fülle geschichtsphilosophischer Aporien, die meistens auf die Beschränktheit geschichtsphilosophischer Konzepte zurückführbar seien. Die Denkfigur „Jede Epoche ist unmittelbar zu Gott“ erlaubt nicht einmal jenen politischen Positivismus, den der Historismus politisch behauptet. Normative Ansprüche der Kritik wären nach diesem Ansatz lediglich weltanschaulich gegeben. Hieraus wird deutlich, dass auf dieser Basis jedes Rechtssystem nicht wirklich begründet, sondern nur gesetzt wäre (ein Rückfall auf vormoderne Autoritätsmodelle). Wie ist Geschichtsschreibung dann noch möglich? Da Hegels Weg gescheitert sei, bleibe als einziger Weg offen, empirisch-narrative Konzepte zu beschreiten und sie für vergleichende Theorien zu öffnen.
Nach Schnädelbach wird die Lehre der Philosophiegeschichte anhand einer Themenorientierung greifbar und für die Gegenwart nützlich. Konsequenterweise organisierte er das 1983 erschienene, ebenfalls mehrfach übersetzte und mit einer Epochenskizze versehene Buch Philosophie in Deutschland 1831–1933 – von Hegels Tod bis zur Machtergreifung der Nationalsozialisten – nach folgenden Themen: Geschichte, Wissenschaft, Verstehen, Werte, Sein und Mensch.
Hermeneutik und Morbus Hermeneuticus
Schnädelbach knüpft mehrfach an Hans-Georg Gadamer und die hermeneutische Tradition an. So argumentiert er denn auch für eine hermeneutische und kritische Rationalitätstheorie ohne Fundamentalismus. Gleichwohl dürfe sich Philosophie nicht in der kompetenten Auslegung klassischer philosophischer Texte erschöpfen. In seiner Streitschrift „Morbus Hermeneuticus. Thesen über eine hermeneutische Krankheit“ (1981) bemüht er sich um eine Relativierung der Universalansprüche der Hermeneutik. „Die hermeneutische Krankheit besteht in der Philologisierung der Philosophie, und sie greift nach einer kurzen analytischen Zwischenpause wieder um sich“, wobei eines ihrer Symptome die Überzeugung sei, „daß das Philosophieren im Lesen der Werke von Philosophen bestehe“, was dann das „selbständig philosophisch[e]“ Denken ersetze. Nach Schnädelbach hat diese Krankheit, die jeden Philosophierenden anstecken könne, ihren Herd in der hermeneutischen Ontologie. Diese bestehe in der Auffassung, dass Philosophieren in der Weise unseres „Seins zum Text“ (Odo Marquard) bestehe und dieser ‚Text‘ bereits von der großen Philosophie vollständig abgesteckt sei. Die Reduktion der Hermeneutik auf eine Philologisierung des Philosophierens verkehre „die Mittel in Zwecke und das Medium in den Inhalt des Philosophierens“.

##### Kultur
„Kultur und Kulturkritik“ (1992)
Zu Schnädelbachs expliziten Plädoyers gehört auch das für eine kritische Kulturphilosophie. So wie die analytische Philosophie mit Quine in einen neuen Holismus übergegangen sei, so sei auch der Kulturbegriff nicht nur allgemein und formalisiert, sondern auch dermaßen neutralisiert, dass er keinen Zusammenhang zwischen Kultur und Kritik zu stiften vermag. Also müsse der Weg statt von der Kultur- zur Vernunftkritik (z. B. bei Adorno) wieder in umgekehrter Richtung begangen werden.

„Auch prämoderne Kulturen kennen Kulturkritik – man denke an die alttestamentlichen Propheten, an Laotse oder Buddha; deswegen macht die Tatsache der Reflexivität noch nicht die Modernität von Kulturen aus. Modern sind Kulturen erst dann, wenn sich die Kulturkritik in ihnen nicht mehr an mythischen, religiösen oder transzendenten Autoritäten orientiert, sondern das Bewusstsein davon gewonnen hat, daß die Kriterien und Maßstäbe, denen sie folgt, im kulturkritischen Diskurs selbst gerechtfertigt werden müssen […].“

Die hieran anschließende Frage ist: Welche Maßstäbe sind gerechtfertigt? Schnädelbach diskutiert in Anlehnung an die moderne Kulturkritik deren Entgegensetzungen. Die Natur sei kein geeigneter Maßstab, da man mit ihr für das Recht des Stärkeren, gegen Schwerbehinderte und die Gleichstellung der Frauen argumentieren könnte. Jean-Jacques Rousseau mache mit dem Entfremdungsmodell eine (paradoxienlösende) Gegenrechnung auf, doch erst Kant würde erkennen, dass „die Berufung auf natürliche Tatsachen im Menschen unvereinbar ist mit der These der Willensfreiheit“. Schnädelbach deutet auf die Aporien kulturinterner Begriffe (Zivilisation, Zivilisierung, zwei Kulturen, Modernisierung, Lebenswelt) und totalitärer Begriffe (Leben, Überbau, das kulturelle Ganze, Gesellschaft). Gleichwohl bleibe es Aufgabe kritischer Kulturphilosophie, den natürlichen Dogmatismus aus- und den relativistischen Skeptizismus einzugrenzen, denn mit Letzterem – ethisch gewendet – könne man Folter oder Kinderarbeit in einer Weltkultur nicht kritisieren. Schnädelbachs verbleibender, formaler und zugleich technizistischer und demokratischer Maßstab ist wieder der Verweis auf Vernunft und Rationalitätstheorie, da eben kein essentialistischer, substanzieller oder objektivistischer Maßstab gerechtfertigt wäre. Mit einem anderen Verweis – aber erneut ethisch gewendet – pointiert Schnädelbach die Aufgabe der Geschichtsphilosophie.
„Geschichte als kulturelle Evolution“ (2002/2004)

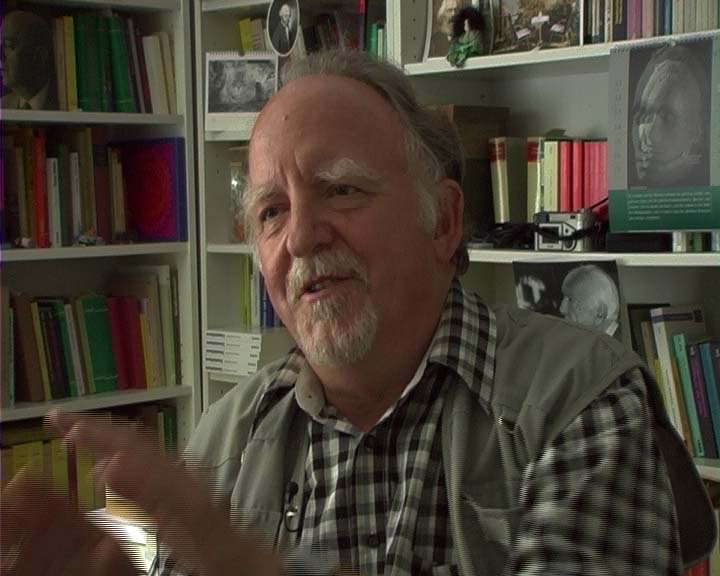
Herbert Schnädelbach, 2007

In „Geschichte als kulturelle Evolution“ nimmt Schnädelbach eine Diskussion zwischen Luhmann und Habermas zum Verhältnis von Evolution und Geschichte auf, wobei nun der Begriff kulturell die theoretische Konstruktion trägt, die die Besonderheit des Geschichtlichen auszeichnet: Geschichte als kulturelle Evolution. Zunächst argumentiert er mit Kant gegen die Deutung der Geschichte als „Naturprozess“ „nach einem verabredeten Plane, im ganzen“ (Schnädelbach: „sei es Gottes, der Vorhersehung, des Schicksals oder der Menschheit“); es gebe stattdessen „rein »Kultürliches«, das sich nur evolutionär darstellen lasse: zum Beispiel die »Entwicklung« der Dampflokomotiven und ihr »Aussterben«“.
Evolution sei mit den Elementen Tradition, Variation und Selektion eine neutrale „Bezeichnung für ein Modell der Systematisierung von Informationen über Vergangenes, das nur historisch zufällig in der Biologie entwickelt wurde – durch Darwin.“ Nach Schnädelbach ist kulturelle Evolution eine zweite Stufe der Reflexivität, in der sich der Mensch zu seiner Natur und Tradition verhalten könne. Mit Schopenhauer, Marx und Nietzsche, deren Einfluss auf das 20. Jh. und den Erfahrungen hieraus müsse man einräumen, dass Handlungsabsicht und -erfolg selten übereinstimmen, aber der Grund dafür sei „nicht die Irrationalität des Handelns selber, sondern die Tatsache, dass wir viele sind und dass es deswegen viele sind, die […] rational zu handeln versuchen.“ Wenn aber Geschichten nicht das sind, was man tut, sondern das, was einem geschieht, dann könne das Geschichtliche nicht nach dem Schema individueller Handlungsrationalität erklärt oder gedeutet werden. Es verbleibe ein narrativer, analytischer Historismus, in dem Natürliches geschichtlich und Geschichtliches natürlich sein könne, weil Evolution „keine bloße Naturtatsache ist, sondern […] sich gleichermaßen auf Natürliches wie auf »Kultürliches« anwenden“ lasse.
In Schnädelbachs Perspektive ist kein Machen oder Herstellen zukünftiger Geschichte möglich, wohl aber eine Verbindung von Handlungs- und Mitteilungssinn des Geschichtlichen als Chance und Last einer prinzipiell intentionalen Steuerbarkeit kultureller Evolution. Schnädelbach vollzieht eine scharfe Trennung zwischen objektiv-narrativer Konstitution des Vergangenen, die sich – als Aufgabe des Historikers – an „der Widerständigkeit des historischen Materials gegen beliebige Einordnung und Zuordnung“ bemesse (hier liege die Aufgabe des Historikers), und geschichtlicher Verantwortung, die – auf Produktion von Zukunft bezogen – völlig anders orientiert sein müsse (nämlich primär an „moralischen und politischen Überzeugungen“).

#### (Post-)Analytische Philosophie als Sprachphilosophie

##### Sprache
„Analytische und postanalytische Philosophie“ (2004)
Schnädelbach unterteilt die analytische Philosophie in drei Momente. Die Zeit des Logischen Atomismus ist gefolgt vom Logischen Empirismus. Beide haben sich in ihrer Ausdifferenzierung erschöpft und sind daher heute nicht mehr als Programm begehbar.
Die These Schnädelbachs lautet, dass das dritte Moment der analytischen Philosophie, die Analytische Sprachphilosophie, den einzigen gangbaren Weg dieser Tradition darstellt, weil Sinnkritik (über die Sinnhaftigkeit unserer Termini) der Erkenntniskritik vorgeordnet ist. Schon 1977, in Reflexion und Diskurs – in der distinktiven Auszeichnung deskriptiver, explikativer und normativer Diskurse und seiner Theorie der Diskursvermischung – zeigte Schnädelbach dies auf, womit den Rationalitätsdebatten der 1980er Jahre ihr bis heute prägendes Verständnis von Philosophie als Diskurs (statt einer Philosophie verschiedener Stile und Philosophen) vorweggenommen worden ist. Wenn man an das mentalistische Paradigma (von Descartes und auch Kant) das sprachanalytische anschließe (das vor allem durch Russell und Moore auf den Weg gebracht und von Wittgensteins pragmatischer Wendung, Quines Two Dogmas, Davidsons On the very Idea of a Conceptual Scheme und vielen anderen entwickelt worden sei), dann ergebe sich nach Schnädelbach „die Maxime, im Kontext kritischen Philosophierens alle philosophischen Sachfragen zunächst von ihrem im weitesten Sinne grammatischen Aspekt her aufzugreifen, um sicher zu sein, dass wir es nicht mit linguistischem Schein, das heißt durch sprachliche Selbstmißverständnisse erzeugten Scheinproblemen, zu tun haben […]“.
„Phänomenologie und Sprachanalyse“ (2000)
Neben der analytischen Sprachphilosophie sei mit der Phänomenologie eine weitere Hauptrichtung der Philosophie des 20. Jahrhunderts benannt: „Husserls Programm einer Philosophie als »strenger Wissenschaft« samt ihrer Wirkungsgeschichte über Heidegger, Sartre, Merleau-Ponty, Emmanuel Levinas, Hans Lipps uva [...]“, wobei sich diese Richtungen im 21. Jahrhundert – so Schnädelbachs These – komplementär verbinden würden. Während Edmund Husserl „im Talar rein deskriptiver »Wesensforschung«“ über ein bloß symbolisches Wortverständnis hinaus auf die »Sachen selbst« zurückgehen wollte, besteht Ludwig Wittgenstein darauf, „nur in einer Sprache können wir etwas mit etwas meinen“, so dass dann das „Wesen“ in den grammatischen Regeln der Sprachverwendung liege. Die Phänomenologie sei aber in Husserls Ansatz und dann durch Martin Heideggers Sein und Zeit hermeneutisch gewendet, so dass sie nicht für eine Weltverdoppelung stehe, sondern in eine Auslegung der Phänomene übergehe, somit für Sprachanalysen attraktiv geworden sei (bei Jaakko Hintikka, Dagfinn Føllesdal u. a.) und Schnädelbachs eigenen Vorwurf der Diskursvermengung ein Stück weit untergrabe (Deskriptives wird explikativ). Die transzendentale (Kant) bzw. bedeutungskonstitutive (Husserl) oder „black box“-Subjektivität findet sich heute wieder in Debatten wie der „Intentionalität vs. Konventionalität von Sprechakten“. Schnädelbach erklärt, dass Phänomene durchaus Intentionen beschreiben, aber auch hier wieder Momente der Diskursvermengung weiterbestehen. Schnädelbach vermittelt Gedankenfiguren, durch die das phänomenale, nichtpropositionale (bzw. präpropositionale) Bewusstsein als ein Komplement unserer sprachlichen Kompetenz die Grenzen dieser Kompetenz bewusst mache, wobei jedoch sinnkritische Formen immer sprachförmig blieben.

##### Erkenntnis, Wille und Natur
Erkenntnis und Subjekt der Erkenntnis
In seiner Erkenntnistheorie als das, „was die Alten »Physik« nannten – das Wissen von der Welt der erkennbaren Dinge und Ereignisse“, vertritt Schnädelbach einen grammatischen Ansatz, nach der die Erkenntnistheorie als eine Theorie der Formen des Wissens zu verstehen sei (Wahrnehmungen, Ideen, Erinnerungen usw., welche sich durch unseren Sprachgebrauch erschließen würden). Somit geht seine Theorie vom Sprachgebrauch der epistemischen Ausdrücke aus und sie räumt darüber hinaus dem explikativen Diskurs in Erkenntnisfragen einen Vorrang ein.
Aber woher kommen im Bereich der Erkenntnis Geltungsfragen? Ohne Skeptizismus wären Geltungsfragen offenbar nicht wichtig, ihn wie Hegel ernst zu nehmen, überführe den Diskurs in Geltungsfragen. Demnach bedürfe Erkenntnis der diskursiven Befriedigung eines skeptischen Subjekts und dessen skeptischer Intervention im Rahmen eines Diskurses. Das eigentliche Erkenntnissubjekt ist hier nicht der, der begründet, sondern der, der die Begründung akzeptiert. Das explikative Moment bekommt ein Schwergewicht, weil es dann nicht um bloße Beschreibungen geht (wie beispielsweise Fenster und Türen unterschieden werden) oder Befehle (normativ, was mit ihnen gemacht werden solle), sondern um Erklärungen; also um theoretische Verständigungen darüber, was nicht mehr weiter bezweifelt, sondern was dem Fragenden mit Descartes gesprochen klar und deutlich wird.
Schnädelbach vertritt die Propositionalitätsthese (alle epistemischen Ausdrücke verlangten im Grunde eine durch „dass …“ eingeleitete Ergänzung) und dass es nicht mehr um die Übereinstimmung von intellectus und res und erst recht nicht um die Identität von Subjekt und Objekt gehe. Schnädelbach exponiert das sinnkritische Element und zeichnete es methodisch aus (er fragt, ob Sätze benutzbar sind, also ob sie vielleicht unsinnig und nicht-kommunikativ sind, welche pragmatische Funktion sie haben etc.), wobei der Begriff transzendental ein Erörterungsmoment gegen Metadiskurse ist. Erkenntnistheorie sei einerseits ein philosophisches Geschäft, das anderseits durch zahlreiche Disziplinen auch empirisch erforscht werde (Kognitionswissenschaft, Evolutionäre Erkenntnistheorie, Wissenssoziologie), beides ergänze sich, aber Ersteres (a) setze nicht wie Letztere die Möglichkeit von Erkenntnis voraus, (b) daher trenne es Wissen auch von „Meinung und Geistesverwirrung“ und (c) es behalte die Perspektive der ersten Person Singular und Plural bei. Mit dieser Perspektive rehabilitiert Schnädelbach das Erkenntnissubjekt, allerdings verweise sie genaugenommen nicht auf Erkenntnissubjekte als solche, sondern auf deren Subjektivität, das heißt auf das Bedingungsgefüge, das schon Kant als dasjenige begriff, das die Erkenntnissubjekte selbst immer schon ins Spiel bringen (und das in der Beobachtungsperspektive der dritten Person unberücksichtigt bliebe), während die Objektivität der Erkenntnis den „Anspruch unseres Wissens“ bezeichne „etwas so zu repräsentieren, wie es tatsächlich ist – unabhängig von unseren Vormeinungen und Vorurteilen“.
Schnädelbachs Erkenntnistheorie, die eine fallibilistische ist, weist zentrale Elemente der „Postmoderne“ auf, nämlich prozessuale Erkenntnisvorgänge, eine offene Zukunft des nicht endgültig Bestimmbaren und eine Wahrheit, die der Endgültigkeit nicht ausgeliefert ist. Das zugleich zivilisierende Element seiner Erkenntnis- und Diskurstheorie ist in diesem Sinne postmodern, da es sich nach voller Befriedigung der Geltungsfragen immer noch als zukünftig erweist: Wahrheit ist diskursiv und immer nur vorläufig abgeschlossen (sie bleibe wie das Wissen fallibel).
Willensfreiheit und Kritik am Naturalismus
In den langjährigen Gegenwartsdebatten zum Naturalismus und zur Willensfreiheit ist Schnädelbach kein maßgeblicher Vertreter einer Richtung. Er veröffentlichte mit dem bescheiden anklingenden Aufsatz „Vermutungen über die Willensfreiheit“ 1980 einen Beitrag, der für eine Komplexitätssteigerung in einer Debatte sorgte, die seither weitere Entwicklungsstufen durchlaufen hat. Er argumentiert für eine Verschränkung von Geist und Natur mittels einer kausalen Wirksamkeit von Rationalität und er sieht sich darin bestätigt durch Daniel C. Dennetts Elbow Room, Kap. 11, und Ernst Tugendhats „Der Begriff der Willensfreiheit“ (1987). Die Rationalität trete als ein Vermögen zwischen Determination und Handlung, was uns zwar nicht für Verantwortlichkeit verantwortlich mache, uns aber im Anschluss an das Erwerben von Rationalitätskompetenz – ethisch gewendet – sehr wohl für unsere Handlungen und unseren Charakter verantwortlich mache.
Komplex wird es hier unter anderem dadurch, dass Schnädelbach die reflexive Spaltung, die George Herbert Mead mit „I am me“ herstellt (Ich handle und weiß, dass ich handle), hier als Gattungskompetenz in die Willensfreiheit-Debatte einführt, als ein empirisch unabhängiges Selbstverhältnis zu uns (wir können auch in Ketten liegen) und somit als Möglichkeitsbedingung – nicht bloß transzendental oder empirisch, sondern eben performativ-pragmatisch (eine transzendentaltheoretische Überführung des Kantischen Ichs, das uns begleiten können muss, in eine Interaktions- oder Entscheidungspragmatik).
In der Naturalismusdebatte und auch in der Philosophie des Geistes entfaltet Schnädelbach die Position, dass man normative Begriffe nicht empirisch übersetzen könne (und vice versa). Die verschiedenen Ausformungen des Naturalismus beschreibt Schnädelbach im Aufsatz „Naturalismus“ zusammen mit Geert Keil, mit dem er generell vertritt, „dass vieles, was als Naturalismus firmiert, diesen Namen nicht verdient, während das, was ihn verdient, nicht verdient, vertreten zu werden.“ Denn der Naturalismus lebe davon, Natur und Geistesformen als zwei verschiedene Momente distinkt zu halten. Aber es handele sich offenbar immer um das Gleiche auf einer vertikalen Ebene, weil wir ohne geistige Sinnkonstruktionen Naturphänomene nicht wahrnehmen würden.

### Religionskritik

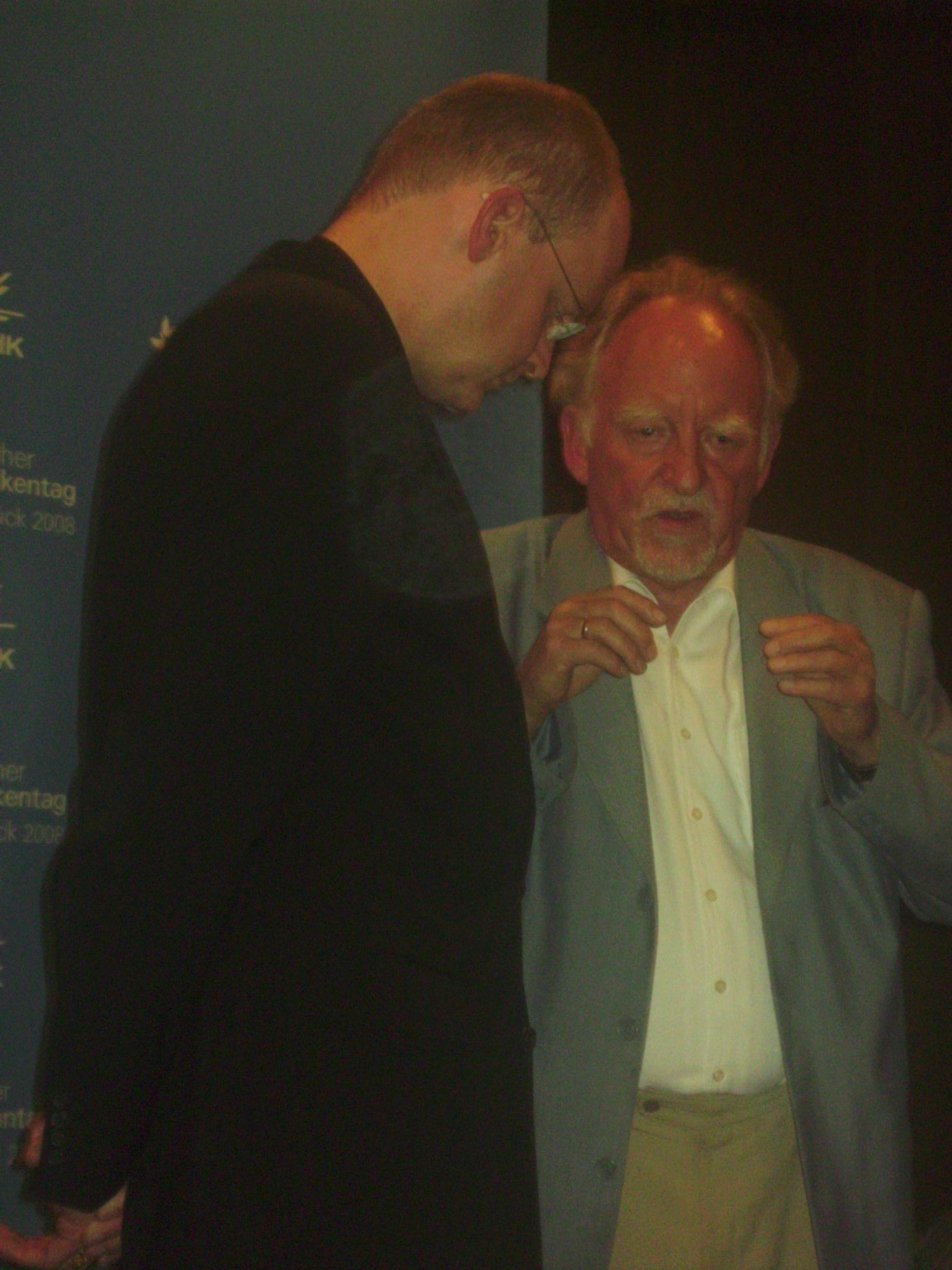
Schnädelbach mit Franz-Josef Overbeck 2008

#### „Der Fluch des Christentums“
Schnädelbach löste im Jahr 2000 mit einem Artikel in der Zeitung Die Zeit eine Debatte über das Christentum aus. Schnädelbach nennt sieben Geburtsfehler des Christentums: die Erbsünde, die Rechtfertigung als blutigen Rechtshandel, den Missionsbefehl, den christlichen Antijudaismus, die christliche Eschatologie, den Import des Platonismus und den Umgang mit der historischen Wahrheit. Wenn das Christentum einmal seine sieben Geburtsfehler hinter sich gelassen haben sollte, werde von ihm fast nichts übrig geblieben sein; vor allem werde es sich dann kaum noch von einem aufgeklärten Judentum unterscheiden lassen. Was im Christentum etwas tauge, sei ohnehin jüdisch.
Ein Atheist kann nach Schnädelbach eigentlich gar nicht gegen Gott sein, weil er Gott dazu voraussetzen müsste. Es gebe konfessionelle Atheisten, die in Bezug auf Gott etwas glauben (nämlich „Ich glaube, dass es Gott nicht gibt“) und solche, die bloß indifferent sind („Ich glaube nicht, dass es Gott gibt“). Letztere seien entweder „fromme Atheisten“, weil sie damit ein Bedauern ausdrücken (weil sie ohne Religion eine Ordnung oder vielleicht ein kindliches Bedürfnis nach Geborgenheit vermissen würden) oder sie hätten kein Interesse an dem Thema. Im Rahmen von Standortdiskussionen bekennt sich Schnädelbach zu einer philosophisch reflektierten Indifferenz. Er identifiziert sich mit dem von ihm so bezeichneten frommen Atheismus, allerdings weniger aufgrund eines Bedauerns, sondern eher dadurch, dass sich auch ihm religiöse bzw. transzendente Fragen stellen, die aber weder für ihn noch allgemein mit Gott beantwortet seien.

#### Religion als Bildungsbestand
Schnädelbach widerspricht der Auffassung, dass den Religionen als Werte- und Sittlichkeitsgrundlagen eine Vorrangstellung zukomme.

„Wer behauptet, wenn die Menschen nicht an Gott glauben, dann ist die Moral bodenlos, der ist historisch und philosophisch ungebildet. Wir wissen seit Aristoteles, dass die praktische Philosophie, die sich über die Fragen der Gerechtigkeit und des guten, gelingenden Lebens Gedanken macht, auf eigenen Füßen steht.“

Religion sei allerdings ein „Bildungsbestand“. So müsse man oftmals die Bibel kennen, um unsere Literatur- und Bilderwelt zu verstehen. Das Christentum habe zur modernen Entwicklung beigetragen, die Theologie des Christentums habe die Aufklärung mit vorangetrieben. Hinsichtlich der geistigen Werte der westlichen Zivilisation seien allerdings nicht nur die christliche Religion, sondern zum Beispiel auch die jüdische Tradition und die seit der Antike stattfindende Entwicklung der Philosophie in Europa konstitutiv gewesen. Bei der Entscheidung von moralischen Fragen könne man mit Kant darauf vertrauen, dass die Vernunft sich selbst begründe, und der Verzicht auf Gott könne, mit Horkheimer gesprochen, eine Solidarität unter den Menschen auslösen. Dieses Vertrauen sei in einem sehr weiten Sinne des Begriffs Religion (welcher in der Regel enger zu fassen sei) seine eigene.

### Warum Hegel?
Schnädelbach hält Georg Wilhelm Friedrich Hegels „spekulative Grundfigur“ einer Einheit von Einheit und Vielheit bzw. vom Ganzen und seinen Teilen für letztlich unverständlich. Hegel zufolge sei das Wahre das Ganze, das nur als Einheit seiner selbst mit seinem Gegenteil gedacht werden könne.

„Damit ist von Dialektik die Rede, denn das wahre Eine als die Einheit seiner selbst und des Verschiedenen, als Identität und Nichtidentität – das läuft auf die Antinomie einer Vereinigung des Wahren und Falschen am Orte der Wahrheit hinaus, die Kant als den Index des Falschen, Hegel aber als den spekulativen Mittag des Lebens ansah.“

Ein Standpunkt des absoluten Wissens ist für Schnädelbach ein Rückfall hinter die Kantischen Einsichten einer kritischen Philosophie der endlichen Vernunft. In seiner Antrittsrede „Hegels Lehre von der Wahrheit“ an der Humboldt-Universität erläutert Schnädelbach 1993, dass Hegels „Das Wahre ist das Ganze“ für diesen einen Singular, das Absolute, die Wahrheit, ein gegenständliches Objekt, die Einheit seiner selbst mit seinem Gegenteil und auch Gott darstelle – also Wahrheit nicht einen bloß jeweiligen Geltungsanspruch bezeichne. Letzteres sei aber, so argumentiert Schnädelbach, aufgrund der Endlichkeit der Vernunft zu vertreten, und zwar nicht als Pluralismus, sondern als „das was Pluralität möglich macht: die kommunikative Einheit der Vernunft“. Erneut wendet Schnädelbach dies am Ende seiner Rede ethisch (nebst einer Anerkennung an die Interpretation des Christentums, die Frieden als menschliche Angelegenheit begreift): „So verweist die Einheit der Vernunft selbst auf die Idee des Friedens und damit eine Ethik der Solidarität unter endlichen, zugleich natürlichen und geschichtlichen, im übrigen vernunftbegabten Lebewesen. Hegel wäre dies nicht genug, aber uns sollte es genügen.“
Mit „Warum Hegel?“ löste Schnädelbach 1998 eine Debatte aus, die zunächst an der Humboldt-Universität geführt wurde (mit Gerd Irrlitz, Volker Gerhardt u. a.) und die sich dann weiter ausbreitete. Pirmin Stekeler-Weithofer formulierte in seiner Replik die Frage in ablehnender Zuspitzung um zu „Vergeßt Hegel!“. Schnädelbach wandte sich gegen universitäre Beschäftigungen mit Hegel, solange diese nur der „Ahnenpflege“ und nicht auch der Gegenwart dienten. Nur noch der kritische Umgang mit Hegel (wie man es nicht machen solle) sei zu rechtfertigen und lehrreich: „Ist nur das Ganze wahr, dann kann es das Falsche nicht außer sich haben; also müssen wir Wahrheit als wahre Einheit von Wahrheit und Falschheit denken – aber können wir so etwas überhaupt verstehen?“
Später publizierte Schnädelbach mit der Herausgabe eines dreibändigen Hegel-Kommentars, seiner dortigen Autorenschaft und einer Einführung zu Hegel erneut zu diesem Thema. Er betont die außerordentliche Bedeutung Hegels, der die ambitionierteste, komplexeste und vielleicht auch lehrreichste aller (Vernunft-)Philosophien überhaupt vorlegte. Es geht ihm darum, Hegels spekulative Grundfigur, die Identität von Identität und Nichtidentität, konsequent zu entfalten und auf diese Weise das hegelsche Gesamtsystem logisch nachvollziehbar zu erschließen. Ohne Spekulation führe kein Weg in Hegels Systemstruktur. Schnädelbach bietet neben diesem philosophischen Ansatz auch einen verkürzten, der Übersicht dienenden Ansatz (aus der Perspektive des Idealismus):

„Von Fichte und Schelling unterscheidet sich Hegels Philosophie nur dadurch, dass er nicht bei der punktuellen Beschwörung des absoluten Bewußtseins stehenbleibt, sondern sich die Mühe macht, die Präsenz des Absoluten stufenweise in den Gestalten des endlichen Bewusstseins selbst nachzuweisen, was aber nur gelingen kann, wenn man schon voraussetzt, dass das Absolute immer schon im Bewusstsein präsent ist – auch schon in der sinnlichen Gewissheit.“

Der angehängte Punkt der Voraussetzung ist Schnädelbachs Kernargument gegen Hegel. Statt wie Kant (eher induktiv) bei dem endlichen Bewusstsein anzusetzen, müsse bei Hegel (eher deduktiv) schon alles im „holistischen Bewusstsein“ sein, welches somit der Leibnizschen Monade gleiche – nämlich „ohne Türen und Fenster“. Im zweiten Kommentarband zur praktischen Philosophie Hegels (2000) attributiert Schnädelbach diesem mehrere ethische Wendungen. Die hegelsche Philosophie habe in den Grundlinien der Philosophie des Rechts (1821) mit ihrer zentral(istisch)en Orientierung an der ‚sittlichen Welt‘ ihre „endgültige Gestalt“ erreicht, auch die Geschichtsphilosophie sei für Hegel letztlich eine praktische Philosophie und die „letzte umfassende“ Philosophia practica universalis.

## Schriften
- 1966 Hegels Theorie der subjektiven Freiheit. Dissertationsschrift, Frankfurt a. M.
- 1968 „Was ist Ideologie? Versuch einer Begriffsklärung.“ In: Der evangelische Erzieher. 20
- 1971 „Zum Problem der Entscheidbarkeit in der Kantischen Ethik.“ In: N. Niebel, D. Leisgang (Hrsg.): Philosophie als Beziehungswissenschaft. Frankfurt a. M.
- 1971 Erfahrung, Begründung und Reflexion. Versuch über den Positivismus. Habilitationsschrift, Frankfurt a. M.
- 1974 Geschichtsphilosophie nach Hegel. Die Probleme des Historismus. Freiburg u. München.
- 1977 Reflexion und Diskurs. Fragen einer Logik der Philosophie. Frankfurt a. M.
- 1980 „Is Technology Ethically Neutral?“ In: Melvin Kranzberg (Hrsg.): Ethics in an Age of Pervasive Technology. Boulder.
- 1982 „Transformation der kritischen Theorie. Zu Jürgen Habermas Theorie des kommunikativen Handelns.“ In: Philosophische Rundschau. 1982 (wiederabgedruckt u. a. in: Vernunft und Geschichte. 1987, und als The Transformation of Critical Theory: Jürgen Habermas’ The Theory of Communicative Action’. In: A. Honneth, H. Joas: Communicative Action: Essays on Jürgen Habermas’ ‘The Theory of Communicative Action’. Cambridge M.A. 1991).
- 1983 Philosophie in Deutschland 1831–1933. Frankfurt a. M. ISBN 978-3-518-28001-0.
- 1984 Rationalität. Philosophische Beiträge. (Hrsg.), Frankfurt a. M.
- 1985 Philosophie. Ein Grundkurs (Hrsg. mit Ekkehard Martens) seit 1991 in zwei Bänden, 2003: 7. überarbeitete Auflage, Hamburg.
- 1986 Was ist Neoaristotelismus? In: W. Kuhlmann (Hrsg.): Moralität und Sittlichkeit. Das Problem Hegels und die Diskursethik. Frankfurt a. M. (wiederabgedruckt u. a. im zweiten Aufsatzband, ebd. 1992, u. als: What is Neo-Aristotelianism? In: PRAXIS International. 7, no. 3+4, 1987).
- 1987 Vernunft und Geschichte. Vorträge und Abhandlungen (1), Frankfurt a. M. ISBN 978-3-518-28283-0.
- 1992 Zur Rehabilitierung des „animal rationale“. Vorträge und Abhandlungen 2, Frankfurt a. M. ISBN 978-3-518-28643-2.
- 1998 „Rationalitätstypen“ und „Replik“ In: Ethik und Sozialwissenschaften. 9 (der Artikel ist abgedruckt in Philosophie in der modernen Kultur. 2000).
- 1999 „Kritische Theorie? Aufgaben kritischer Philosophie heute.“ In: Hans Albert, Roland Simon-Schäfer, Herbert Schnädelbach: Renaissance der Gesellschaftskritik. Bamberg.
- 1999 Georg Wilhelm Friedrich Hegel zur Einführung. Hamburg. ISBN 978-3-88506-352-0.
- 2000 Hegels Philosophie – Kommentare zu den Hauptwerken. (Hrsg.) 3 Bände, 1339 Seiten, Frankfurt a. M.
- 2000 Hegels praktische Philosophie. Ein Kommentar der Texte in der Reihenfolge ihrer Entstehung (Band 2 der Kommentare zu den Hauptwerken), Frankfurt a. M.
- 2000 Naturalismus. Philosophische Beiträge. (Hrsg. mit Geert Keil), Frankfurt a. M.
- 2000 Philosophie in der modernen Kultur. Vorträge und Abhandlungen 3, Frankfurt a. M. ISBN 978-3-518-29065-1. (Rezension).
- 2000 Descartes im Diskurs der Neuzeit. (Hrsg. mit Wilhelm Friedrich Niebel u. Angelica Horn), Frankfurt a. M. ISBN 978-3-518-29036-1.
- 2000 im Feuilleton: „Der Fluch des Christentums. Die sieben Geburtsfehler einer alt gewordenen Weltreligion. Eine kulturelle Bilanz nach zweitausend Jahren“ und „Armes Christentum! Vorläufiges Schlusswort einer erregten Debatte“ (siehe unten).
- 2002 Erkenntnistheorie zur Einführung. Hamburg. ISBN 978-3-88506-368-1.
- 2004 Analytische und postanalytische Philosophie. Vorträge und Abhandlungen 4, Frankfurt a. M. ISBN 978-3-518-29290-7. (Rezension).
- 2005 Kant. 1. Auflage. Reclam, Leipzig 2005, ISBN 3-379-20124-3.
- 2006 „Aufklärung und Religionskritik.“ In: Deutsche Zeitschrift für Philosophie. 54.
- 2007 Vernunft. Leipzig. ISBN 978-3-15-020317-0.
- 2008 „Erklären und Verstehen – zwei Welten der Wissenschaft?“ In: Gottfried Magerl, Heinrich Schmidinger (Hrsg.): Einheit und Freiheit der Wissenschaft. Idee und Wirklichkeit. Wien/Köln/Weimar.
- 2009 Was können wir wissen, was sollen wir tun? Zwölf philosophische Antworten. (Hrsg. mit Heiner Hastedt und Geert Keil), Hamburg. ISBN 978-3-499-55704-0.
- 2009 Religion in der modernen Welt. Vorträge, Abhandlungen, Streitschriften. Frankfurt a. M. ISBN 978-3-596-18360-9. (Rezension).
- 2012 Was Philosophen wissen und was man von ihnen lernen kann. München. ISBN 978-3-406-63360-7.

„Schriften von Herbert Schnädelbach. 1966-1995.“ In: S. Dietz et al. (Hrsg.): Sich im Denken orientieren – Für Herbert Schnädelbach. (Frankfurt am Main, 1996. ISBN 978-3-518-28853-5) Festschrift von 1996 (Bibliographie nicht ganz vollständig, aber mit 94 sortierten und gelisteten Publikationen die bislang umfänglichste Zusammenstellung).

## Texte und Interviews im Web und in anderen Medien
Was wissen die Philosophen also überhaupt
- Das philosophische Radio. Moderation: Jürgen Wiebicke, WDR 5, 26. Oktober 2012, 20.05–21.00.

Diskurs, Gespräch und Hegel
- „Das Gespräch der Philosophie“ (PDF; 164 kB), Vorlesung an der Humboldt-Universität (Abschiedsvorlesung), 18. Juli 2002.
- „Hegels Lehre von der Wahrheit“ (PDF; 59 kB), Vorlesung an der Humboldt-Universität, 26. Mai 1993 (Antrittsvorlesung).
- Werte und Wertungen

Religion/-skritik und Moderne Kultur
- „Religion in der modernen Welt“, Gastvortrag an der Ludwig-Maximilians-Universität München, 5. November 2009.
- „Wiederkehr der Religion“. Zu Hunderttausenden strömen Jugendliche zum Papst nach Köln. Ist Glauben wieder modern? In: Die Zeit, 2005, Nr. 33, 11. August 2005 (siehe auch Wiederkehr der Religion).

Frommer Atheismus
- Sendung „Das Philosophische Radio“ Das philosophische Radio mit Herbert Schnädelbach über Atheismus, von Jürgen Wiebicke, WDR vom 29. August 2008.
- „Ästhetische Erlebnisqualität“, Interview von P. Riesbeck, in: Berliner Zeitung. 20. März 2008.
- Herbert Schnädelbach – ein “frommer Atheist”?,Interview von Christian Modehn, in: Publik - Forum, Oktober 2009; auch online unter https://religionsphilosophischer-salon.de/19194_herbert-schnaedelbach_aktuelles (2024).

„Der Fluch des Christentums“ (2000)
- „Der Fluch des Christentums. Die sieben Geburtsfehler einer alt gewordenen Weltreligion. Eine kulturelle Bilanz nach zweitausend Jahren“ In: Die Zeit. 11. Mai 2000 (Nr. 20).
- „Armes Christentum! Vorläufiges Schlusswort einer erregten Debatte“ In: Die Zeit. 20. Juli 2000 (Nr. 30).